# كاتدرائية سانتياغو دي كومبوستيلا

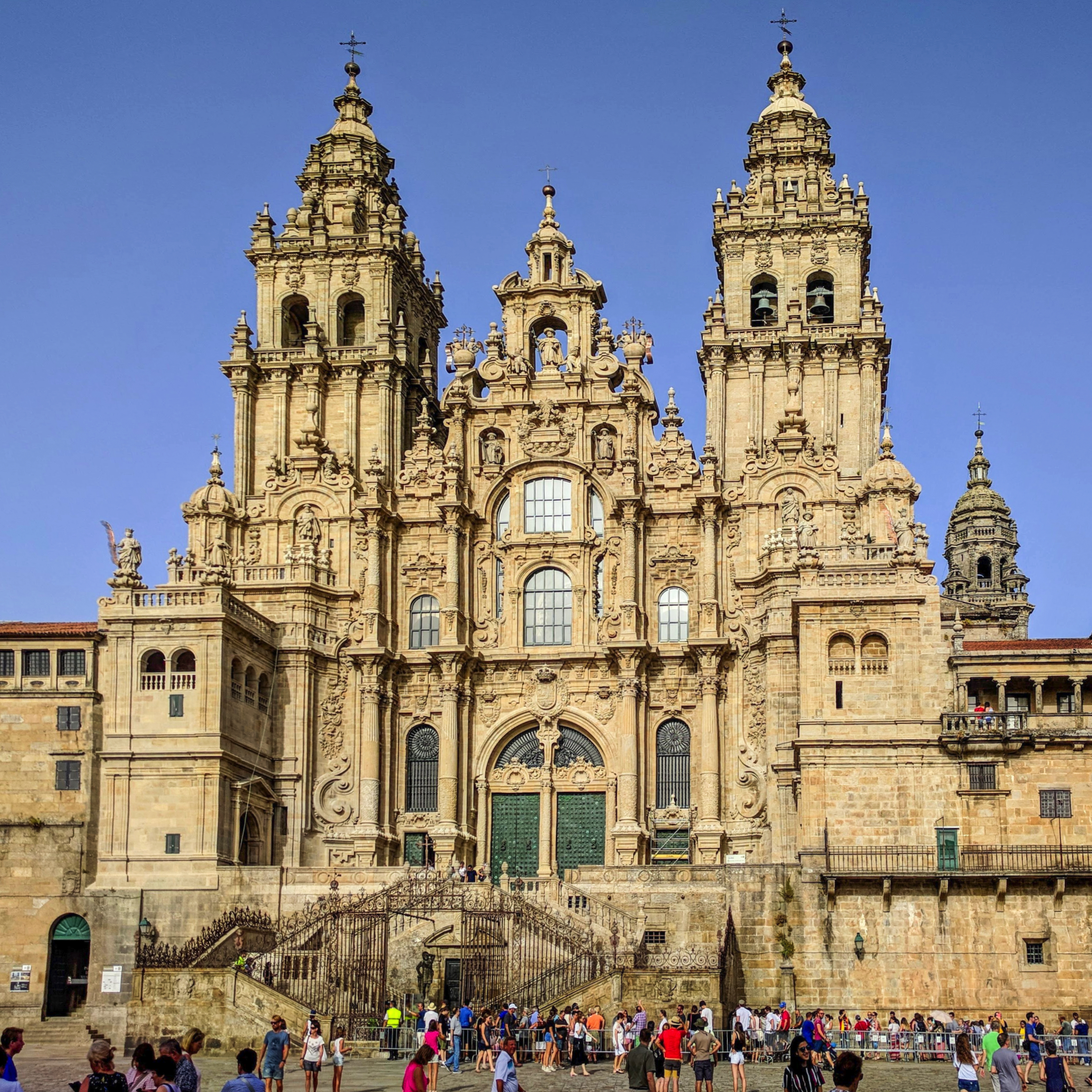
الواجهة الغربية للكاتدرائية

كاتدرائيّة شنت ياقب أو كاتدرائية سانتياغو دي كومبوستيلا (باللغتين الجليقية والإسبانية: Catedral de Santiago de Compostela) هي كاتدرائية إسبانية كبرى في مدينة سانتياغو دي كومبوستيلا بمنطقة غاليسيا (جليقية) الإسبانية. أُدرجت مدينة سانتياغو دي كومبوستيلا القديمة وكاتدرائيتها ضمن قائمة مواقع التراث العالمي سنة 1985، كما أدرجت سنة 2007 ضمن قائمة كنوز إسبانيا الإثنى عشر، في استفتاء صوّت فيه أكثر من تسعة آلاف شخص.
تستمد الكاتدرائية مكانتها في العالم الكاثوليكي من كونها مقر دفن ما يفترض أنه رفات القديس يعقوب بن زبدي، أحد تلاميذ المسيح، وهو ما جعلها ـ منذ مطلع العصور الوسطى ـ مقصدًا للحجاج الكاثوليك عبر طريق القديس يعقوب (بالجليقية: Camiño de Santiago)، والكاتدرائية مشيدة على الطراز الرومانسكي، مع تأثيرات قوطية وباروكية متأخرة.

قال فيها الإدريسي:

## تاريخ الكاتدرائية
تقول الأسطورة إن الحواري يعقوب بن زبدي ـ الذي بشر بالمسيحية بين الكلت في شبه جزيرة أيبيريا ـ ضُرب عنقه بالسيف في أورشليم قرابة سنة 44 ميلادية، وأن رفاته نقلت فيما بعد إلى جليقية بإسبانيا، غير أن قبره هُجر وطُمس في أعقاب اضطهاد الرومان لمسيحيي إسبانيا في القرن الثالث الميلادي، ولم يُكشف عنه ثانية إلا بواسطة الناسك بلايو (باللاتينية: Pelagius) في سنة 814 ميلادية، بعد أن زعم أنه رأى أضواءً غريبة في السماء أثناء الليل دلته على مكان القبر، وقد عد الأسقف ثيودومير تلك الرؤيا من قبيل المعجزات وأبلغ الملك ألفونسو الثاني ملك الأستورياس وجليقية فأمر الملك ببناء كنيسة صغيرة على موقع القبر. وتقول الأسطورة إن الملك نفسه كان أول الحجاج إلى ذلك المزار المقدس. وفي سنة 829 ميلادية بُنيت كنيسة كبيرة، ثم أمر ألفونسو الثالث ملك ليون سنة 899 بتشييد كنيسة على طراز ما قبل الرومانسكية، جذبت الحجاج المسيحيين إلى المدينة وحولتها إلى مقصد مهم للحج الكاثوليكي.
ولم يأتِ عام 997 حتى سويت الكنيسة بالأرض على يد الحاجب المنصور بن أبي عامر (938 ـ 1002)، غير أنه لم يمس قبر القديس يعقوب بسوء، وأمر بحمل بوابات الكنيسة وأجراسها الضخمة على أعناق الأسرى المسيحيين إلى قرطبة، حيث جُعلت رؤوسًا لثريات المسجد الجامع، وظلت فيه حتى استولى فرناندو الثالث ملك قشتالة على قرطبة فأجبر الأسرى المسلمين على حمل البوابات والأجراس ذاتها ثانية إلى طليطلة، حيث استخدمت في كاتدرائية سانتا ماريا.
بُدئ في تشييد الكاتدرائية الحالية سنة 1075 في عهد الملك ألفونسو السادس ملك قشتالة (1040 ـ 1109)، وذلك على نسق كنيسة سان سيرنان في تولوز بفرنسا، التي كانت آنذاك أعظم مبنى على الطراز الرومانسكي في فرنسا، وكان البناء في معظمه من الجرانيت. توقف البناء عدة مرات، ولم يكتمل إلا في سنة 1122 م، وكُرست الكاتدرائية سنة 1128 بحضور الملك ألفونسو التاسع ملك ليون.
تحولت الكنيسة إلى مقر لأسقفية في سنة 1075، ثم رفع البابا أوربان الثاني أسقفية سانتياغو دي كومبوستيلا إلى مرتبة أسقفية كبرى سنة 1100، وألحقت بالكاتدرائية جامعة في سنة 1495، وقد خضعت الكاتدرائية لعدة عمليات توسعة وإضافة في القرون السادس عشر والسابع عشر والثامن عشر.

## معرض صور

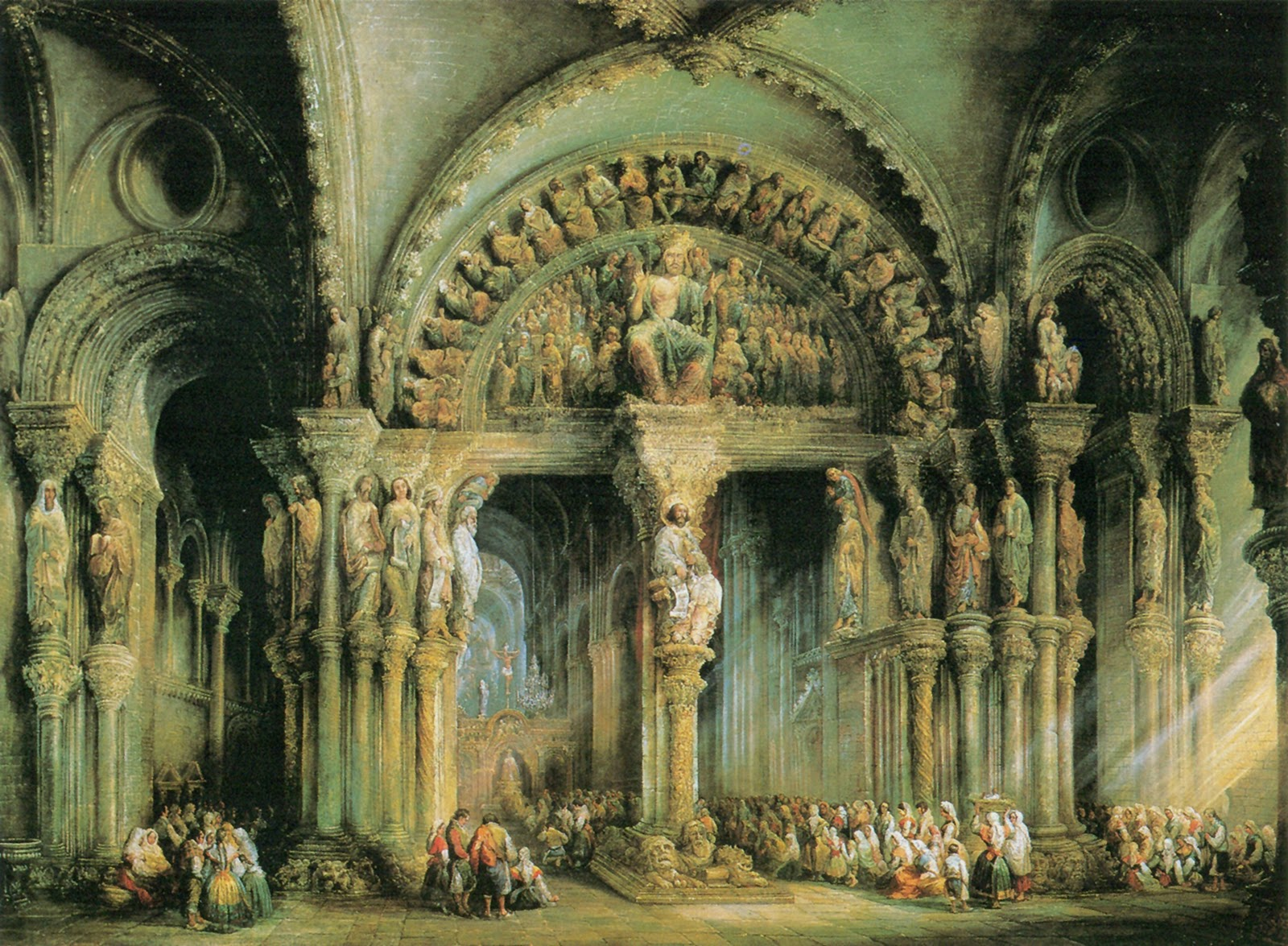
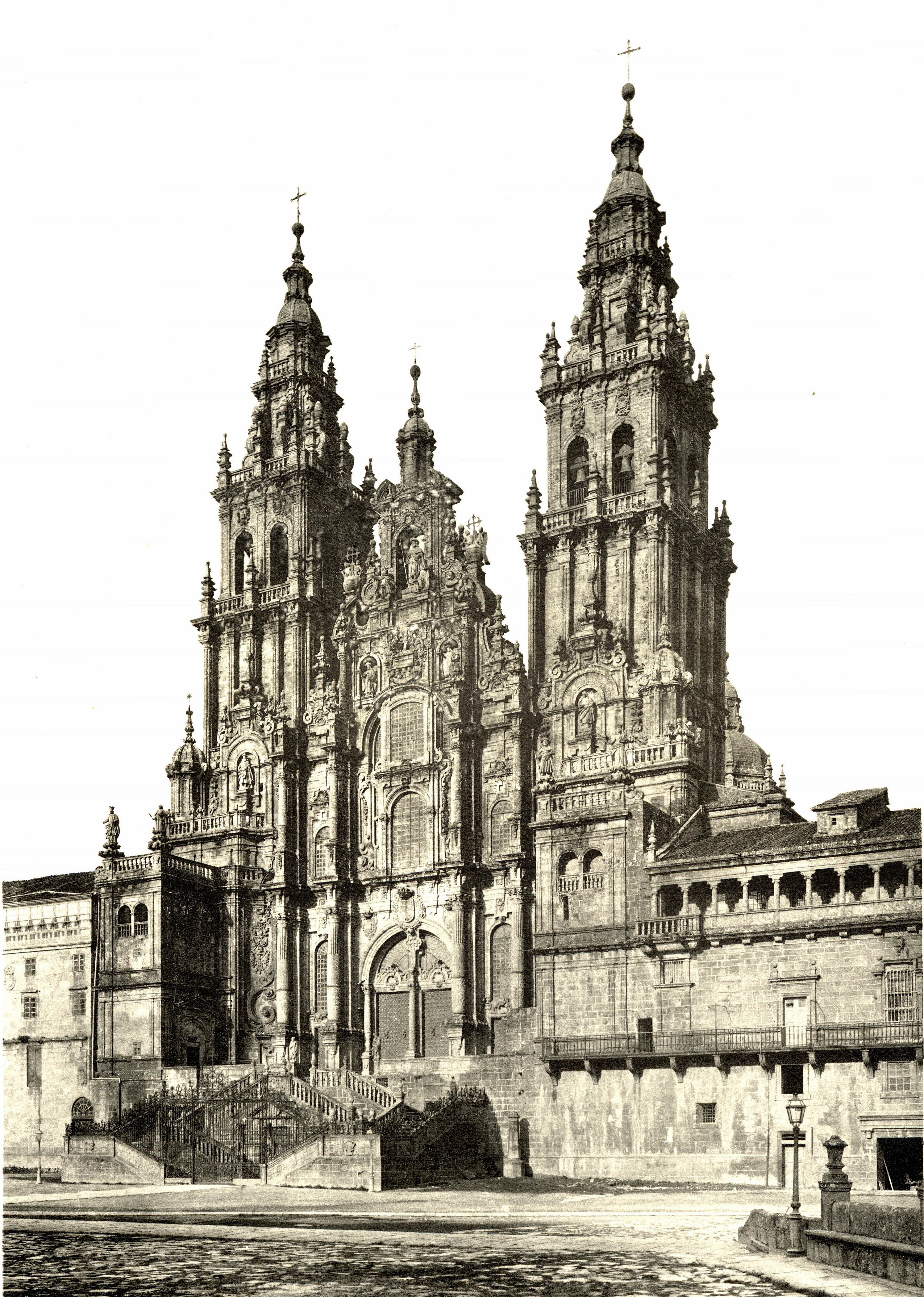
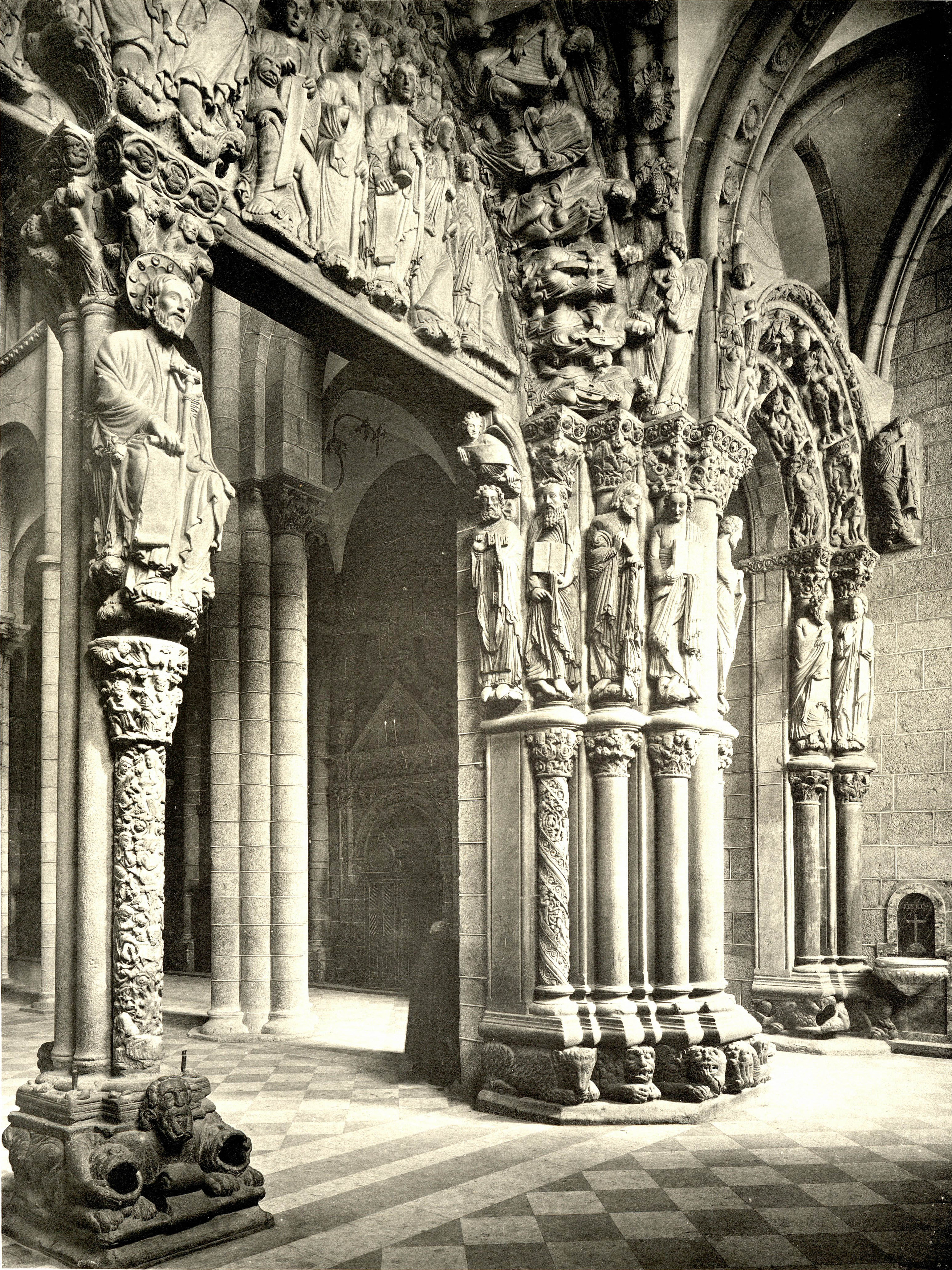

## وصلات خارجية
- الموقع الرسمي للكاتدرائية (بالغاليسية) (بالإسبانية)